# Krisnaísmo

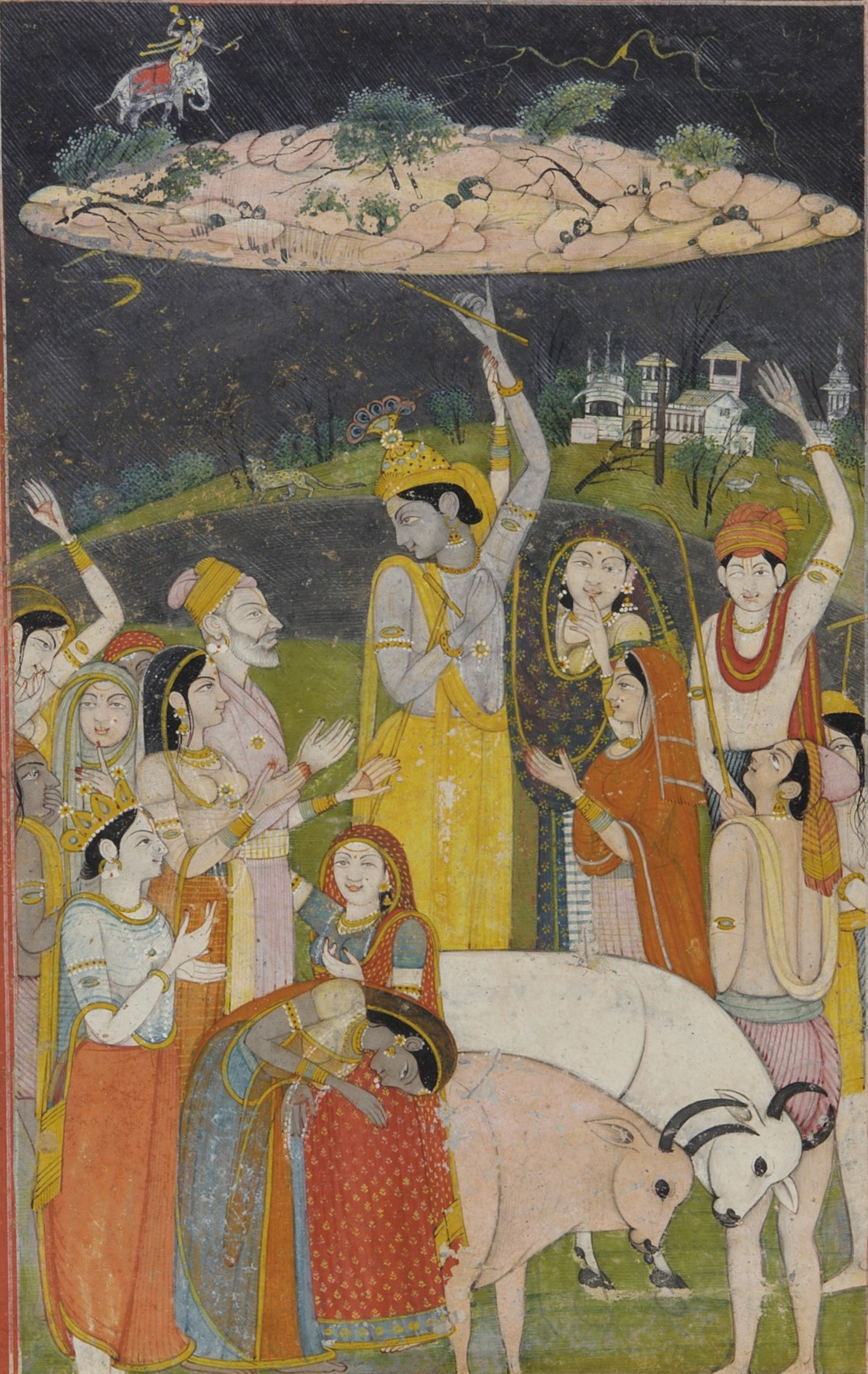
Krishna Holding Mount Govardhan

El Krisnaismo es una religión originada en Nepal y el norte de India, basada en las enseñanzas del Bhu Dhai Krishna, doctrinas étnicas del krishna sobre el mandamiento natural, en la dinastía Gnom Jukilchui y Zajchongk Dhangkongh entre 456 y 477 d. C.
También Participan Guarthayum Rhupish y Nagtacks Salomjun, dinasterios del Budismo Gautama y la familia Jalkhi
El país con más seguidores es Nepal con 23.056.972.[cita requerida]
Su Historia es originada al verdadero Gautama o Guaratuma, Pero De otras ramas de Origen Nepali, Krishna en Nepali es (Elejido o Gran Mas) Y Este es de otras enseñas y otros mandamientos que el Buda Terevado o Buda Hotai De Hatoismo, en Asia Meridional
| Krishnas en China         | Krishnas en India                   | Krishnas en nepal     |
| ------------------------- | ----------------------------------- | --------------------- |
| Budistas nakais Naturales | el Ātmā kī saphā'ī Limpieza al alma | Como ser un Buda      |
| Comunicación natural      | Meditación al superior              | Meditar la mente      |
| Ciencia taoista           | Duniyā mēṁ śāntiPaz en el mundo     | concentrar el natural |

## Tradiciones tempranas
Posiblemente el primer Krisná que se adoró en la India fue el dios Vāsudeva ―un avatar de cuatro brazos del dios Visnú de cuatro brazos―.
No hay ningún texto antiguo que explique la teología que sustenta su etimología:
- Vāsudeva significa ‘hijo de Vasudeva’, y también ‘el dios Vāsu’;
- Vāsu: Visnú, quien habita en todo el universo (vāsa ‘habitar’).
- Vasudeva (sin acento) significa ‘el dios de los Vasus’ (quizá ‘dios de dioses’).
- Vasu: nombre de ocho antiquísimos dioses del Rig-veda (el texto más antiguo de la India, de mediados del II milenio a. C.): los Aditiás, los dos Ashuin, Kúbera, Indra, los Maruts, Rudra, Shivá, Ushas, Vaiú y Visnú.

Posteriormente ―pero antes de la época de composición del Majábharata― el vasudevismo visnuista se fundió con otras tradiciones populares (de antigüedad desconocida), como
- el bhagavatismo (una religión monoteísta que adoraba a Bhagaván, un avatar de dos brazos de Visnú),
- el culto del niño pastorcito Gopala (‘cuidador de vacas’) ―no relacionado con Visnú―, y
- el culto del dios bebé Bala (‘bebé’) ―no relacionado con Visnú―, que se adoraba en los altares hogareños.[5][6]

Algunos autores tempranos sostienen que el vasudevismo es lo mismo que el bhagavatismo, y sostienen que su fundador puede haber sido un Vāsudeva (hijo de un tal Vasudeva).
Históricamente habría sido parte de la tribu Sátuata, y sus seguidores se autodenominaban bhágavatas.
Esta religión bhágavata (todavía no krisnaísta) fue mencionada por primera vez por el geógrafo griego Megástenes (350-290 a. C.), en el Artha-sastra de Kautilia (en el siglo IV a. C.), y por Patañyali (en el siglo II a. C.).
El dios Vāsudeva era adorado como deidad suprema en un formato fuertemente monoteísta, donde Dios se consideraba un ser real eterno (sat), consciente (chit) y lleno de alegría (ananda).
En varias fuentes fuera de esta religión, el devoto o bhakta se define como vāsudevaka (adorador de Vasudeva).
En el siglo IV a. C., los biógrafos de Alejandro el Grande, mencionan la adoración al dios Vasudeva, cuando todavía no existían las leyendas ni el nombre de Krisná.
El Majábharata (del siglo III a. C.) es el primer texto que menciona a Krisná tal como se lo conoce en la actualidad. Aparece con cientos de nombres (para equipararlo con Visnú, que tiene mil nombres) entre los que se incluye el de Vásudeva (el hijo de Vasudeva, ministro del rey Kamsa).
En el Taitiríia-araniaka se utiliza el nombre patronímico Vāsudeva como ‘hijo de Vasudeva’.
Si este texto es anterior al Majábharata, esta sería la primera mención al concepto del dios adolescente Krisná.
El Jari-vamsa (texto anexo del Majábharata, posterior cronológicamente) menciona a otro Vasudeva ―un avatar de cuatro brazos del dios Visnú de cuatro brazos― y describe sus complejas relaciones teológicas con Sankarsana, Pradiumna y Aniruddha, que ya en esa época formaban un solo avatara cuádruple (el chatur-viuja).
En 31 capítulos (47-78) relata la infancia del héroe Krisná, que pasó entre pastorcitos. Esas historias nunca se habían contado en la literatura de la India. La adoración a Krisná como preceptor moral pasó a una larga inactividad, y comenzó la era de Krisná como un dios divertido, creador de lilás (pasatiempos). Las grandes religiones que dominan la vida religiosa krisnaísta en el norte de la India todavía adoran a Krisná como Gopala, el niño pastorcito.
Antes del siglo III a. C. no hay textos que hablen del dios Krisná.
A mediados del primer milenio d. C. se desarrollaron movimientos de krisná bhakti en el sur de la India. Antes del siglo VIII d. C., los santos Alvar del sur de la India escribieron los primeros textos, en idioma tamil). Se puede encontrar una recopilación de estos trabajos en el Divia prabandham (publicado en el siglo X. Aunque el bhakti (‘devoción’) no está confinado a ninguna deidad del hinduismo, Krisná se volvió el foco más popular e importante de los aspectos devocionales y extáticos de la religión hindú.

## Krisná según el «Bhágavata-purana»
Según el Bhágavata-purana —texto del siglo XI seguido por los krisnaístas (gaudía vaisnavas o ‘visnuistas de Bengala’)—, Krisná es la forma original de Dios, superior a todas las otras expansiones de Dios, ya que todas emanan de él.
Krisná es un ser eterno, sin nacimiento ni muerte.
Adoptó un cuerpo temporal para poder nacer y morir en la Tierra, pero simultáneamente él está presente eternamente en su planeta espiritual.
Sus devotos consideran que entregarse a él (tener krisná chaitania, ‘conciencia de Krisná’), los lleva a la perfección espiritual y a la felicidad eterna.

## El «Guitá govinda»
Varios trabajos fueron importantes en la posterior difusión de las tradiciones bhakti, especialmente el Guitá-govinda, escrito por Yaiádeva Gosuami en India oriental, en el siglo XII.
Elabora una parte de la historia de Krisná, y trata acerca de una gopi en particular, llamada Radha (que en el Majábharata ni siquiera se había nombrado, y en el Bhagavata-purana se menciona, pero con un papel secundario).

## Movimientos recientes de Krisná bhakti
Derivados posteriores de las primeras tradiciones del bhakti incluyen el que promovió el santo bengalí Chaitania Majáprabhu (siglo XVI en Bengala). Sus seguidores lo consideran una encarnación de Krisná y Radha juntos. Varios movimientos pertenecen a esta tradición, entre ellos el movimiento Hare Krishna.
El lugar de Krisná en el hinduismo es complejo. Se le conoce por muchos nombres, en una multiplicidad de historias, entre diversas culturas, y en diversas tradiciones. A veces éstas se contradicen, aunque hay una historia en común que es bien conocida y predominante entre la mayoría de los indios.
Mientras que de acuerdo con las principales tradiciones hindúes él es una de las encarnaciones principales de Visnú, en el vaisnavismo gaudíia (o sea el ‘visnuismo de Bengala’, aunque más correcto: krisnaísmo bengalí) se le considera la fuente de toda la realidad material, que constituiría una emanación suya, así como de las encarnaciones divinas, y por lo tanto es visto como el único y siendo la forma original de Dios, al que también se refiere esta escuela como la «suprema personalidad de Dios».

### En inglés
- Hagiografía de Krisná Archivado el 30 de octubre de 2019 en Wayback Machine., en el sitio web VedaBase.net.
- Hagiografía de Krisná Archivado el 16 de octubre de 2019 en Wayback Machine., en el sitio web Shiksa Patri.
- El Bhagavad-guitá y el monoteísmo fuerte, artículo en el sitio del movimiento Hare Krishna.
- Sri Krishna, artículo en el sitio web Stephen Knapp.
- Devoción hacia el dios Krishná Archivado el 13 de febrero de 2018 en Wayback Machine., artículo en el sitio web Dvaita.

- Datos: Q1135778